# کریستینا رانود
کریستینا رانود (انگلیسی: Kristina Ranudd؛ زادهٔ ۱۴ اکتبر ۱۹۶۲) دوچرخه‌سوار اهل سوئد است.